# Leopold Hofmann
Leopold Hofmann (Viena, 14 de agosto de 1738 - Viena, 17 de março de 1793) foi um compositor austríaco do classicismo vienense.

## Biografia
Hofmann era filho de um funcionário público altamente educado e, aos sete anos, tornou-se corista na capela da Imperatriz Elisabeth Christine, onde muito provavelmente o diretor e professor do coral era František Tůma.
Ele também foi aluno posteriormente de Georg Christoph Wagenseil e Giuseppe Trani (violino). Seus estudos incluíram em vários pontos violino, cravo e composição.
Ele é conhecido por ter se tornado diretor coral da Igreja de São Pedro em 1764 e, em 1766, kapellmeister. Em 1769 ele se tornou um professor da família real.
A posição de Kapellmeister na Catedral de Santo Estevão, cargo que adquiriu em 1772, estava entre suas próximas responsabilidades. Nessa época, ele recusou a diretoria da Capela Imperial, mas se candidatou dois anos depois, em 1774, falhando em sua candidatura. (Giuseppe Bonno tornou-se diretor da Capela Imperial, que se tornou aberta após a morte de Florian Leopold Gassmann).
Em 9 de maio de 1791, a seu próprio pedido, Mozart foi nomeado assistente-Kapellmeister de Hofmann, uma posição não remunerada. Na época, Hofmann estava doente e Mozart esperava se tornar Kapellmeister após a morte de Hofmann. No entanto, Hofmann sobreviveu a Mozart e manteve seu posto como Kapellmeister até sua morte.

## Lista de trabalho selecionada

### Sinfonias
A lista a seguir foi elaborada por George Cook Kimball em seu doutorado.
- Kimball A 1 \ Sinfonia em A major
- Kimball A 2 \ Sinfonia em A major
- Kimball A 3 \ Sinfonia em A major
- Kimball A 4 \ Sinfonia em A major
- Kimball A 5 \ Sinfonia em A major
- Kimball A 6 \ Sinfonia em A major
- Kimball A 7 \ Sinfonia em Lá maior (perdida)
- Kimball A 8 \ Sinfonia em Lá maior
- Kimball A 9 \ Sinfonia em Lá maior (perdida)
- Kimball B 1 \ Sinfonia em Si bemol maior
- Kimball B 2 \ Sinfonia em Si bemol maior
- Kimball B 3 \ Sinfonia em Si bemol maior
- Kimball B 4 \ Sinfonia pastorella em Si bemol maior
- Kimball B 5 \ Sinfonia em Si bemol maior
- Kimball B 6 \ Sinfonia em Si bemol maior
- Kimball B 7 \ Sinfonia em Si bemol maior (perdida)
- Kimball B 8 \ Sinfonia em Si bemol maior (perdida)
- Kimball C 1 \ Sinfonia em Dó maior
- Kimball C 2 \ Sinfonia em Dó maior
- Kimball C 3 \ Sinfonia em Dó maior (perdido)
- Kimball C 4 \ Symphony em Dó maior
- Kimball C 5 \ Sinfonia em Dó maior
- Kimball C 6 \ Sinfonia em dó maior
- Kimball C 7 \ Sinfonia em dó maior
- Kimball C 8 \ Sinfonia em dó maior (perdido)
- Kimball C 9 \ Sinfonia em dó maior (perdido)
- Kimball C10 \ Sinfonia em dó maior
- Kimball C11 \ Symphony em Dó maior
- Kimball C12 \ Sinfonia pastorella em Dó maior
- Kimball C13 \ Sinfonia em dó maior
- Kimball C14 \ Sinfonia em dó maior
- Kimball C15 \ Sinfonia em dó maior
- Kimball C16 \ Sinfonia em dó maior (perdido)
- Kimball C17 \ Symphony em dó maior (perdido)
- Kimball D 1 \ Sinfonia pastorella em Ré maior
- Kimball d 1 \ Sinfonia em Ré menor (perdido)
- Kimball D 2 \ Sinfonia em Ré maior
- Kimball D 3 \ Sinfonia em Ré maior
- Kimball D 4 \ Sinfonia em Ré maior
- Kimball D 5 \ Sinfonia em Ré maior
- Kimball D 6 \ Sinfonia em Ré maior
- Kimball D 7 \ Sinfonia em Ré maior
- Kimball D 8 \ Sinfonia em Ré maior
- Kimball D 9 \ Sinfonia em Ré maior
- Kimball D10 \ Sinfonia em Ré maior
- Kimball Es 1 \ Sinfonia em E bemol maior
- Kimball Es 2 \ Symphony em Mi bemol maior
- Kimball Es 3 \ Symphony em Mi bemol maior
- Kimball Es 4 \ Symphony em Mi bemol maior
- Kimball Es 5 \ Symphony em Mi bemol maior
- Kimball Es 6 \ Symphony em Mi bemol maior
- Kimball Es 7 \ Sinfonia em Mi bemol maior (perdido)
- Kimball Es 8 \ Sinfonia em Mi bemol maior
- Kimball F 1 \ Sinfonia em Fá maior (perdido)
- Kimball F 2 \ Sinfonia em Fá maior (perdido)
- Kimball F 3 \ Sinfonia em Fá maior Maior
- Kimball F 4 \ Sinfonia em Fá maior
- Kimball F 5 \ Sinfonia em Fá maior
- Kimball F 5 \ Sinfonia em Fá maior
- Kimball F 7 \ Sinfonia em Fá maior
- Kimball F 8 \ Sinfonia em Fá maior
- Kimball G 1 \ Sinfonia em Sol maior ( perdido)
- Kimball G 2 \ Sinfonia em Sol maior
- Kimball G 3 \ Sinfonia em Sol maior
- Kimball G 4 \ Sinfonia pastorella em Sol maior
- Kimball G 5 \ Sinfonia em Sol maior

### Concertos
A lista a seguir foi elaborada por Allan Badley em seu doutorado.
- Badley I: A 1 \ Concerto para cravo em Lá maior
- Badley I: B 1 \ Concerto para cravo em Si bemol maior
- Badley I: C 1 \ Concerto para cravo em Dó maior
- Badley I: C 2 \ Concerto para cravo em Dó maior
- Badley I: C 3 \ Concerto para cravo em Dó maior
- Badley I: Dó 4 \ Concerto para cravo em Dó maior
- Badley I: Dó 5 \ Concerto para cravo em Dó maior
- Badley I: Dó 6 \ Concerto para cravo em Dó maior
- Badley I: C 7 \ Concerto para cravo em Dó maior
- Badley I: C 8 \ Concerto para cravo em Dó maior
- Badley I: C 9 \ Concerto para cravo em Dó maior
- Badley I: C10 \ Concerto para cravo em Dó maior
- Badley I: C11 \ Concerto para cravo em Dó maior
- Badley I: C12 \ Concerto para cravo em Dó maior
- Badley I: C13 \ Concerto para cravo em Dó maior
- Badley I: C14 \ Concerto para cravo em Dó maior
- Badley I: C15 \ Concerto para cravo em Dó maior (perdido)
- Badley I: C16 \ Concerto para cravo em Dó maior (perdido)
- Badley I: D 1 \ Concerto para cravo em Ré maior
- Badley I: D 2 \ Concerto para cravo em Ré maior
- Badley I: F 1 \ Concerto para cravo em Fá maior
- Badley I: F 2 \ Concerto para cravo em Fá maior
- Badley I: F 3 \ Concerto para cravo em F
- Badley maior I: F 4 \ Concerto para cravo em Fá maior
- Badley I: F 5 \ Concerto para cravo em Fá maior
- Badley I: F 6 \ Concerto para cravo em Fá maior
- Badley II: A1 \ Concerto para Flauta em Lá Maior
- Badley II: A2 \ Concerto para Flauta em Lá Maior
- Badley II: D1 \ Concerto para Flauta em Ré Maior (anteriormente erroneamente atribuído a Joseph Haydn Hob. VIIf: 1) [4]
- Badley II: D2 \ Concerto para flauta em ré maior
- Badley II: D3 \ Concerto para flauta em ré maior
- Badley II: D4 \ Concerto para flauta em ré maior
- Badley II: D5 \ Concerto para flauta em ré maior
- Badley II: D6 \ Concerto para flauta em ré maior
- Badley II: e1 \ Concerto para flauta em
- sol maior Badley II: G1 \ Concerto para flauta em
- sol maior Badley II: G2 \ Concerto para flauta em
- sol maior Badley II: G3 \ Concerto para flauta em
- sol maior Badley II: G4 \ Concerto para flauta em sol maior
- Badley III: C1 \ Concerto para oboé em dó maior
- Badley III: C2 \ Concerto para oboé em dó maior
- Badley III: C3 \ Concerto para oboé em dó maior
- Badley III: d1 \ Concerto para oboé em ré menor
- Badley III: F1 \ Concerto para oboé em fá maior
- Badley III: Concerto G1 \ Oboé em Sol maior
- Badley IV: C1 \ Concerto para fagote em dó maior
- Badley V: C1 \ Concerto para violoncelo em dó maior
- Badley V: C2 \ Concerto para violoncelo em dó maior
- Badley V: C3 \ Concerto para violoncelo em dó maior
- Badley V: C4 \ Concerto para violoncelo em dó maior (perdido)
- Badley V: D1 \ Concerto para violoncelo em Ré maior
- Badley V: D2 \ Concerto para violoncelo em Ré maior
- Badley V: D3 \ Concerto para violoncelo em Ré maior
- Badley V: D4 \ Concerto para violoncelo em Ré maior (perdido)
- Badley VI: A1 \ Concerto para violino em Lá maior
- Badley VI: A2 \ Concerto para violino em Lá maior
- Badley VI: B1 \ Concerto para violino em Si bemol maior
- Badley VI: B2 \ Concerto para violino em Si bemol maior
- Badley VI: B3 \ Concerto para violino em Si bemol maior (perdido)
- Badley VI: C1 \ Concerto para violino em Dó maior
- Badley VI: C2 \ Concerto para violino em Dó maior (perdido)
- Badley VI: Ré1 \ Concerto para violino em Ré maior
- Badley VI: G1 \ Concerto para violino em sol maior ( perdido)
- Badley VII: C1 \ Concerto para oboé e cravo em Dó maior
- Badley VII: C2 \ Concerto para 2 cravos em Dó maior
- Badley VII: F1 \ Concerto para oboé e cravo em Fá maior
- Badley VII: G1 \ Concerto para violino e violoncelo em sol maior
- Badley VII: G2 \ Concerto para flauta e cravo em sol maior
- Badley VIII: A1 \ Concertino para violino, viola e violoncelo em Lá maior
- Badley VIII: A2 \ Concertino para cravo, flauta, violino e violoncelo em Lá maior
- Badley VIII: B1 \ Concertino para 2 violinos, viola e violoncelo em Si bemol maior
- Badley VIII: C1 \ Concertino para violoncelo e 2 oboés em Dó maior
- Badley VIII: C2 \ Concertino para violino, viola e violoncelo em Dó maior
- Badley VIII: C3 \ Concertino para cravo em Dó maior
- Badley VIII: C4 \ Concertino para 2 oboés em Dó Maior
- Badley VIII: C5 \ Concertino para viola e violoncelo em D maior (perdido)
- Badley VIII: C6 \ Divertimento para cravo em Dó maior
- Badley VIII: D1 \ Concertino para 2 violinos, viola e violoncelo em Ré maior
- Badley VIII: D2 \ Cassatio em ré maior
- Badley VIII: D3 \ Concertino para 2 flautas em Ré maior
- Badley VIII: D4 \ Concertino para viola e violoncelo em Ré maior (perdido)
- Badley VIII: D5 \ Concertino para violino e violoncelo em Ré maior (perdido)
- Badley VIII: E1 \ Concertino para violino e violoncelo em Mi maior
- Badley VIII: Es1 \ Concertino para violino, viola e violoncelo em Mi bemol maior
- Badley VIII: Es2 \ Concertino para 2 violas e violoncelo em Mi bemol maior
- Badley VIII: F1 \ Concertino para 2 violinos, viola & violoncelo em Fá maior
- Badley VIII: F2 \ Concertino para cravo em Fá maior
- Badley VIII: F3 \ Concertino para violino, viola e violoncelo em Fá maior
- Badley VIII: G1 \ Concertino para cravo em
- sol maior Badley VIII: G2 \ Concertino para 2 violinos, viola e violoncelo em sol maior

### Outros trabalhos
- Uma missa a cappella (republicado com missas por Wagenseil e Georg Reutter pela AR Editions em 2004)
- Duos e sonatas para vários instrumentos, incluindo divertimento para flauta e fagote, um para 2 violinos com continuo, um para duas violas com baixo. Seu opus 1 é um conjunto de sonatas a tre para viola e violoncelo com acompanhamento de violoncelo.
- Música coral
  - Moteto "Altra nocte"
  - "Pastor bone: chorus pastoralis" para coro misto, órgão concertante, dois violinos e baixo (2 oboés, 2 trompetes e bateria provavelmente adicionados posteriormente).
  - Missa "Sancti Aloysii" em Ré maior
  - Réquiem em dó menor
- (As gravações recentes de sua música incluem gravações de muitos dos concertos, algumas das sinfonias, incluindo cinco na Naxos Records, etc., incluindo um CD de 2000 das descobertas da Artaria e outros de concertos de flauta de violoncelo, violino e oboé.)
- Suas composições foram catalogadas por Allan Badley.